# Monte Arellano
Der Monte Arellano (in Argentinien Monte Chico, spanisch für Kleiner Berg) ist ein 696 m hoher Berg an der Danco-Küste des Grahamlands im Norden der Antarktischen Halbinsel. Auf der Arctowski-Halbinsel ragt er 0,8 km südwestlich des südlichen Endes der Einfahrt zum Orne Harbour sowie nördlich des Spigot Peak auf.
Chilenische Wissenschaftler benannten ihn nach Luis Arellano Stark, Kapitän der Rancagaua bei der 8. Chilenischen Antarktisexpedition (1953–1954) und Leiter der Bernardo-O’Higgins-Station im Jahr 1954.